# أتريبس
أثريبس هي كانت مدينة قديمة تقع في محافظة سوهاج، مصر تقع على بعد 10 كم جنوب غرب مدينة أخميم و3 كم جنوب الدير الأبيض.